# Colmar-Pont
Colmar-Pont (en luxembourgeois : Colmer Bréck  et en allemand : Colmar-Brücke) est une localité de la commune luxembourgeoise de Schieren située dans le canton de Diekirch.